# Абовян (стадион)
Стадион Абовян е изцяло покрит със седалки футбoлен стадион в град Абовян, Армения. Построен е през 1965 г. Служи за домакинските срещи на ФК Арарат.

## История
Градски стадион Абовян е открит през 1966 г. и в момента има капацитет от 3946 места. Стадионът, известен като стадион Котайк до 2006 г., е бил с капацитет от 5500 зрители. През 2006 г. капацитетът на стадиона е намален до 3946 места (2498 на източната трибуна и 1448 на западната трибуна). През същата година стадионът е преименуван на градски стадион Абовян.
Стадионът е бил стадион на ФК Котайк Абовян през съветския период и след независимостта на Армения. Въпреки това, когато клубът е разпуснат, стадионът е бил използван временно от различни клубове в Ереван.
Стадионът е и стадион на националния отбор по ръгби на Армения. Между 2005 и 2008 г. стадионът стана дом на много победи, постигнати от арменския отбор по ръгби, като последната е над Сърбия през 2008 г. с резултат 25-0, през 2004 г. тук Армения постигна най-голямата победа в историята си над Израел с резултат 48:0.